# Современный мечевой бой

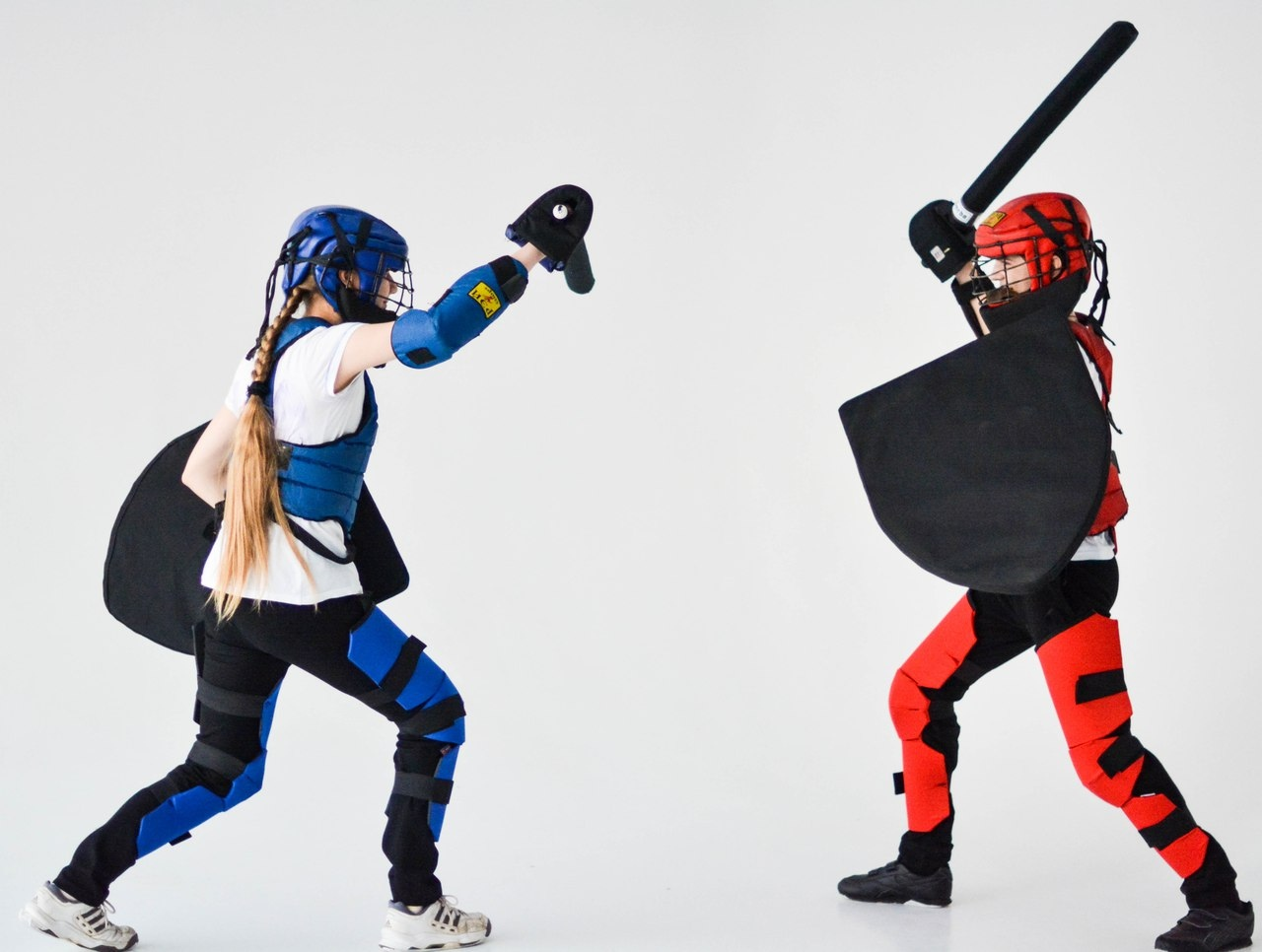
Бойцы СМБ в защитном снаряжении

Современный Мечевой бой, сокр. СМБ (англ. Modern Sword Fighting) — полноконтактный вид спортивного единоборства, представляющий собой поединок или групповой бой спортсменов, с применением безопасных имитаторов средневекового клинкового оружия — «спортивного меча» и «спортивного щита», изготовленных из мягких полимерных материалов.

## История
Современный Мечевой бой зародился в России как общественное движение любителей имитационного фехтования.

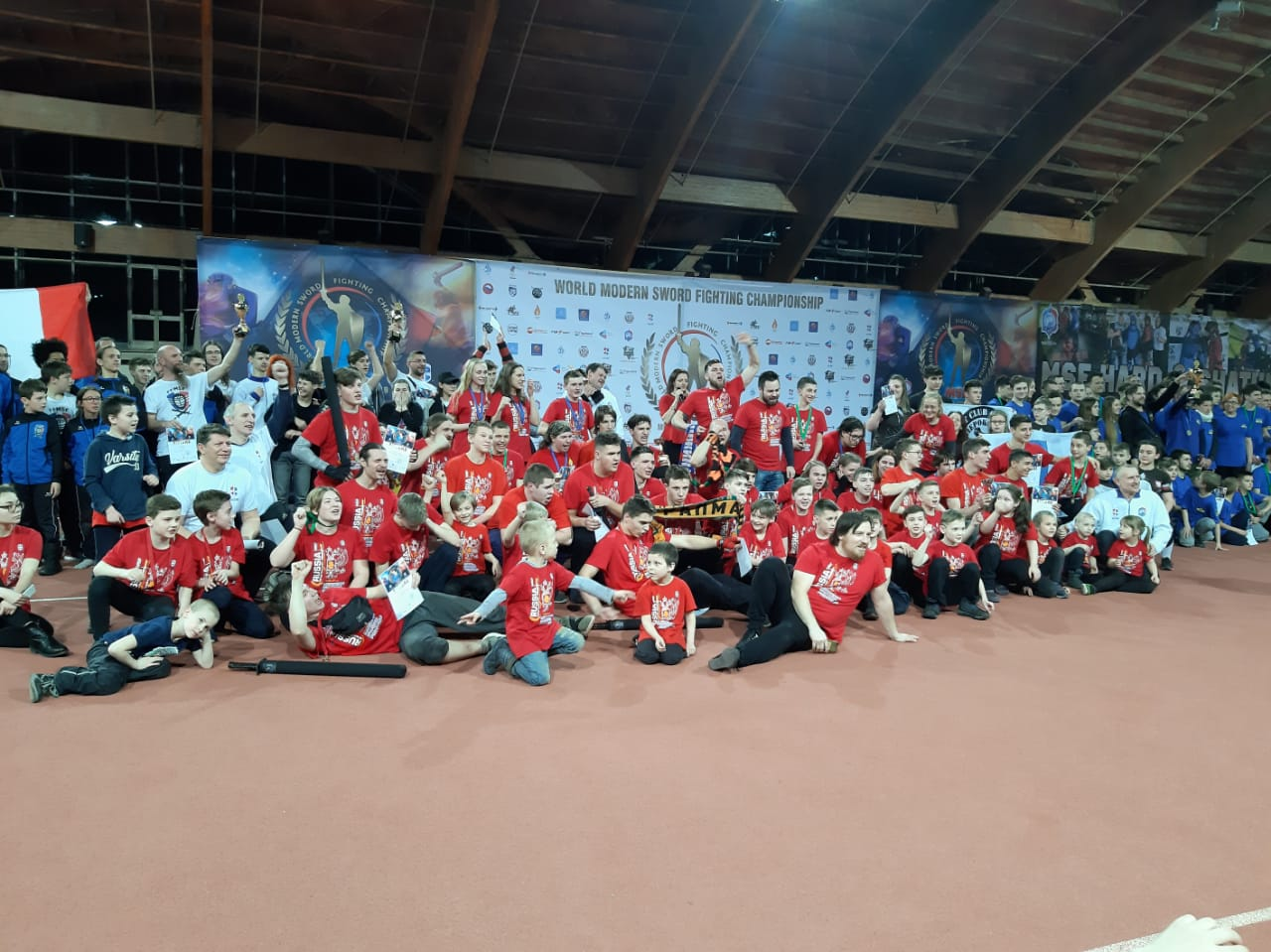
Чемпионат Мира по СМБ 2019, Минск

С 2011 года было проведено 350 турниров различного уровня в разных странах; 76 семинаров, на которых подготовлено около 700 инструкторов и судей.
В марте 2019 года 20 национальных команд по Современному Мечевому бою приняли участие в I Чемпионате Мира по Современному Мечевому Бою в Беларуси (Минск). Чемпионат посетили национальные команды: Азербайджана, Беларуси, Великобритании, Греции, Израиля, Италии, Киргизстана, Кипра, Латвии, Перу, России, Украины, Молдовы, Польши, Эстонии, Турции, Узбекистана, Франции, США и Португалии. Рекордные бои по Современному Мечевому Бою были проведены на Фестивале национальных видов спорта «Русский мир» 12 июня 2019 г. на Благовещенском поле в Сергиевом Посаде. Федерация современного мечевого боя РФ представила маневры «333 богатыря — бой на мечах» трёх дружин — Белой, Синей и Красной, приняли участие 300 бойцов.

## Организация соревнований
Дисциплины

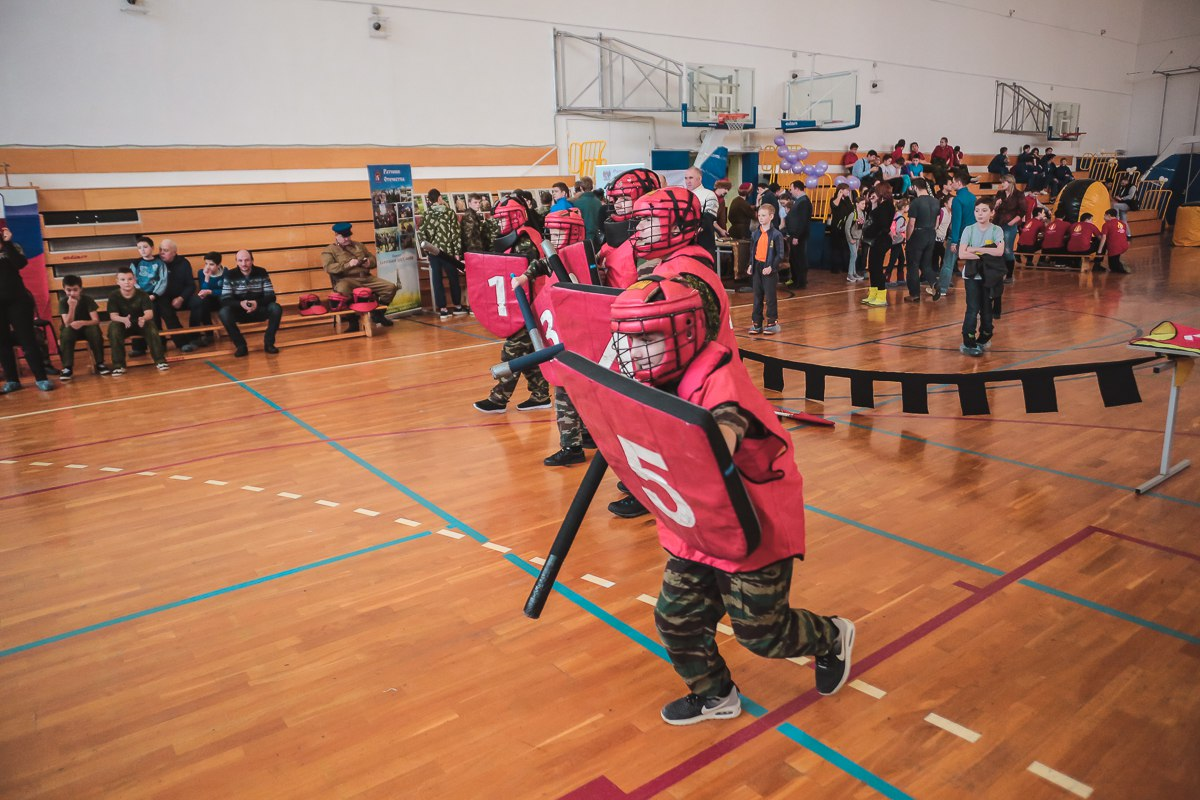
Номинация 5х5 с захватом флага

- Щит и меч - бои до 10 очков без уколов ( удар в ногу или руку 1 очко удар в голову или корпус 2 очка)
- Сабля и щит - бои до 10 очков или укола в голову или корпус ( удар в ногу или руку или голову или корпус или укол в руку или ногу 2 очка укол в голову или корпус моментальная победа)
- Баклер и меч - бои до 10 очков с расходами (после каждого удара или  бойцы занимают стартовые позиции) (удар в ногу или руку или голову или корпус 2 очка )
- Одноручный меч
- Двуручный меч
- Триатлон-СМБ (включает 3 вида оружия)
- Сабля и баклер - бои до 10 очков с расходами (после каждого удара или укола бойцы занимают стартовые позиции) и уколами (удар в ногу или руку или голову или корпус или укол в руку или ногу 2 очка укол в голову или корпус 3 очка)
- Командные бои 5 на 5 с захватом флага
- Дуэльная Сабля СМБ

Экспериментальные дисциплины
- Полноконтактные поединки «MSF-Hard» (18+)
- СМБ Многоборье
- Групповые бои Сабля-баклер 3 на 3 (с колющими ударами) (18+)

Лиги

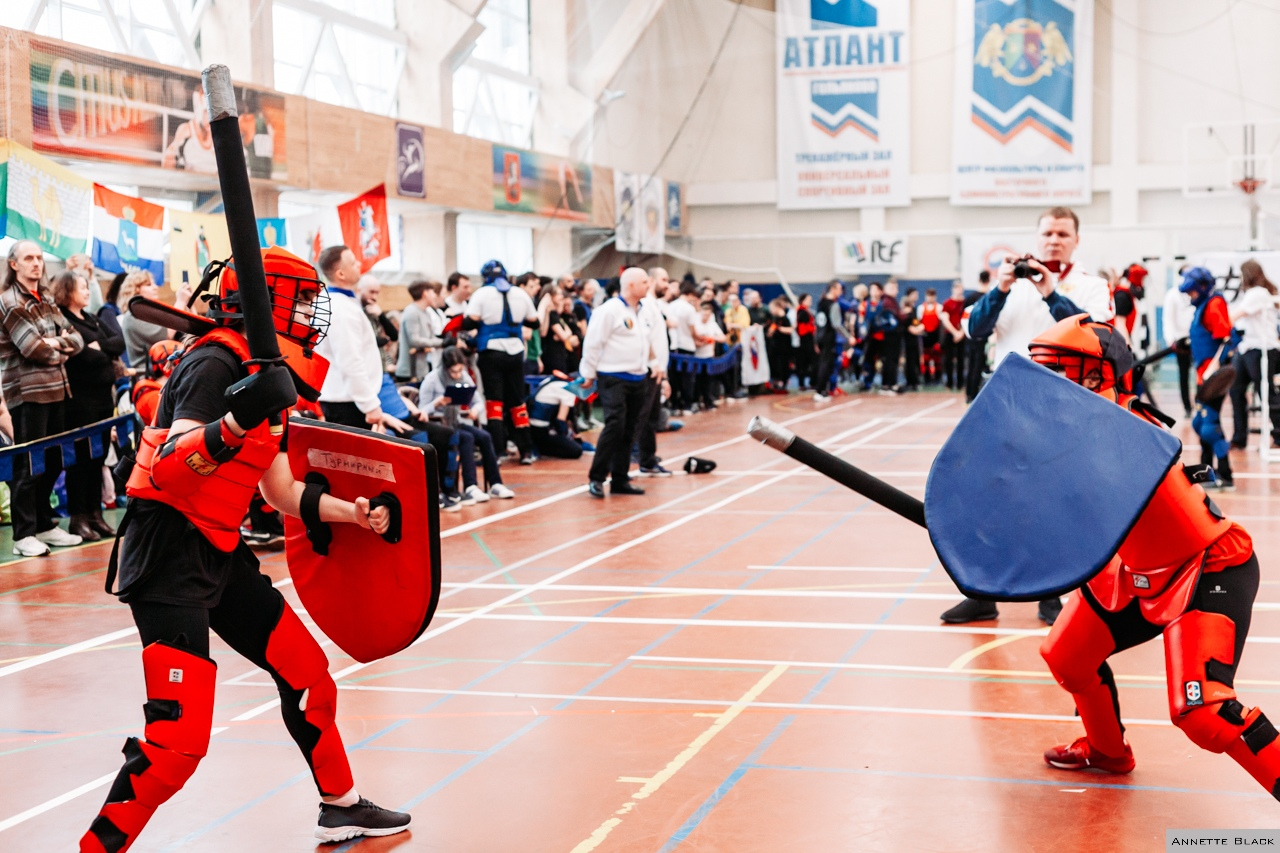
Щит и меч (триатлон-СМБ)

- Лига А — опытные спортсмены любого возраста, опыт обучения более 1 полного учебного года с делением на категории по видам оружия и возрасту. Все дисциплины.
- Лига B — новички любого возраста, опыт обучения которых не больше одного года. Только дисциплина «Щит и меч».
- Лига С — только для спортсменов с ограниченными возможностями (ДЦП, ПОДА) старше 18 лет с письменного согласия родителей или опекунов. Номинации, проводимые в лиге С: Атака Инструктора на время, Квалификационные тесты, Атака Инструктора с ответными ударами ограниченной силы.

Возрастные категории

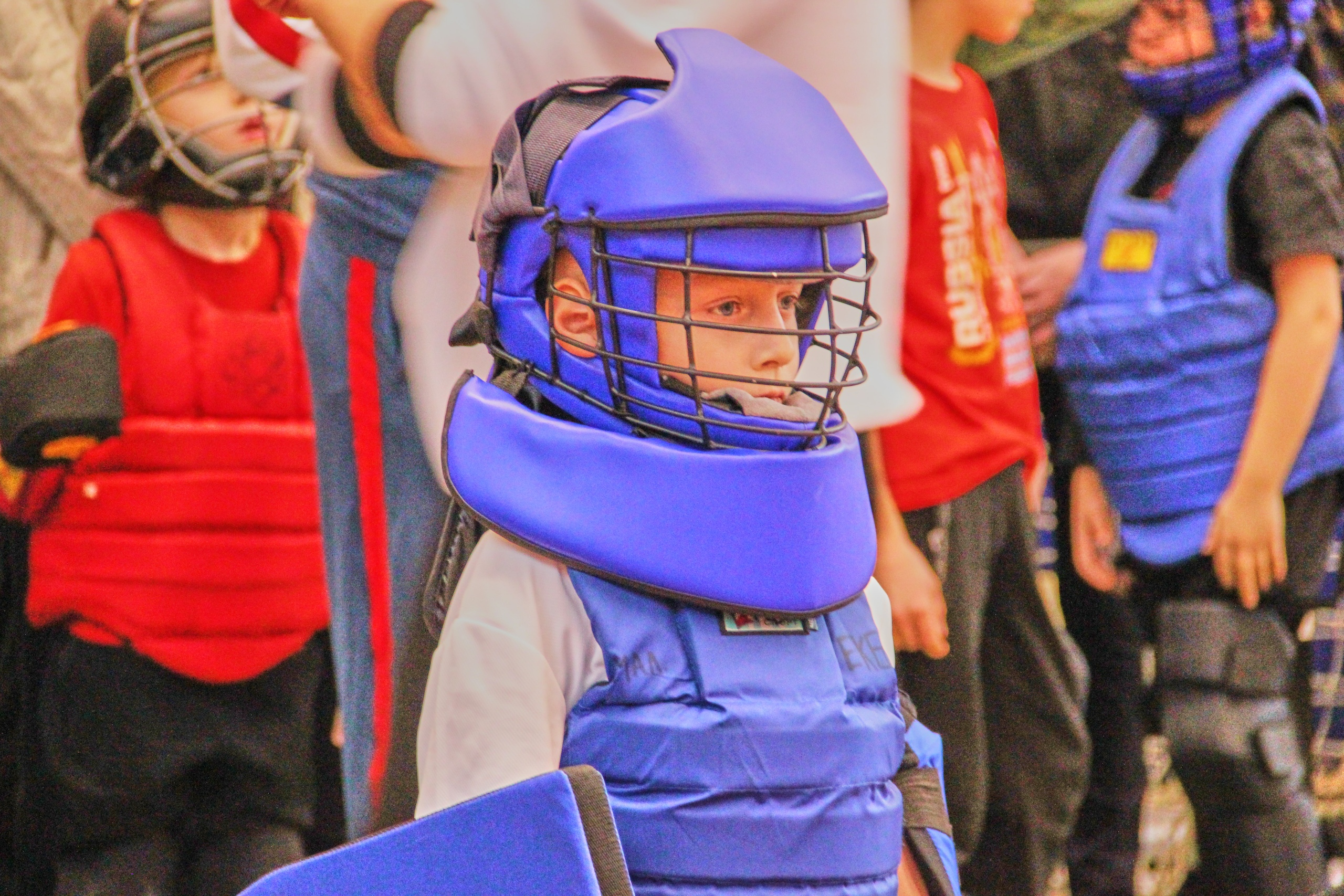
Боец детской возрастной категории

- Экспериментальные детские категории: 4 года, 5 лет, 6-7 лет.
- Детские категории: 8-9 лет, 10-11 лет, 12-13 лет.
- Юношеские категории: 14-15 лет, 16-17 лет.
- Взрослые основные категории :
  - 18-34г мужчины: легкий (75 кг), средний (76-95 кг), тяжелый вес (от 96 кг)
  - 18-34г женщины: без деления на весовые категории.
- Старшая категория взрослых: 35-44 года без деления на весовые категории.
- Категория ветеранов: 45-55 лет без разделения на весовые категории.

Инвентарь
СМБ имеет спортивный инвентарь, не имеющий аналогов в других видах спорта:
- спортивный щит,
- спортивный баклер,
- спортивный меч
- спортивный двуручный меч.

На турнирах и мероприятиях организаторы предоставляют мечи и щиты с целью унификации снаряжения и равных шансов на победу участников.